# Kšice
Kšice är en ort i Tjeckien.   Den ligger i regionen Plzeň, i den västra delen av landet, 110 km väster om huvudstaden Prag. Kšice ligger 486 meter över havet och antalet invånare är 194.
Terrängen runt Kšice är platt. Runt Kšice är det ganska tätbefolkat, med 108 invånare per kvadratkilometer. Närmaste större samhälle är Stříbro, 5,2 km söder om Kšice. I omgivningarna runt Kšice växer i huvudsak blandskog.